# Королевская Академия танца
Королевская Академия танца (фр. Academіe Royale de Danse) — школа танца, основанная в 1661 году в Париже по приказу французского короля Людовика XIV. Просуществовала до 1780 года.
Деятельность Академии танца была направлена на изучение танцевального искусства. Академией руководил Совет из тринадцати мастеров танца, которые регулярно собирались в таверне неподалеку от Лувра. Они осуществляли кодификацию придворных и характерных танцев.
Академия танца стала первой в Европе профессиональной высшей школой, в которой обучали танцу и разрабатывали принципы балета. Она дала начало Французской Академической школе классического танца, которая действует и сейчас, в частности в Школе балета при Парижской опере.
Академия танца разрабатывала каноны танцевальных форм и движений, методы преподавания, систему балетных терминов, принципы и приемы записи танца. За основу деятельности был взят метод итальянской школы Чезаре Негри и формы древнегреческой орхестрики. Однако именно в Академии они были изменены, усовершенствованы, широко развиты и официально задекларированы. Разработку терминологии и теории балета осуществили Пьер Бошан и Рауль Фелье.
После обвинений в консерватизме, прозвучавших в «Записках о танце» Ж.-Ж. Новерра, в 1780 Академия танца прекратила свое существование. В 1856 году она на короткое время возобновила деятельность, но уже как частная организация.